# Аксай (Илийский район)
Аксай (каз. Ақсай) — село в Илийском районе Алматинской области Казахстана. Административный центр сельского округа Аксай. Код КАТО — 196849100.

## История
В 1974 году совхоз Каскеленский был награждён орденом Октябрьской революции в связи с 20-ти летием освоения целины.
В 2024 году село Междуреченск было переименовано в село Аксай.

## Население
В 1999 году население этого села составляло 4625 человек (2272 мужчины и 2353 женщины). По данным переписи 2009 года, в селе проживали 6972 человека (3486 мужчин и 3486 женщин).